# NGC 6308
NGC 6308 ist eine 13,6 mag helle Balken-Spiralgalaxie vom Hubble-Typ SBc im Sternbild Herkules am Nordsternhimmel. Sie ist schätzungsweise 401 Millionen Lichtjahre von der Milchstraße entfernt und hat einen Durchmesser von etwa 130.000 Lichtjahren.
Im selben Himmelsareal befinden sich u. a. die Galaxien NGC 6314 und NGC 6315.
Das Objekt wurde am 6. Juni 1863 von Albert Marth entdeckt.